# SP-321
A SP-321 é uma rodovia transversal do estado de São Paulo, administrada pelo Departamento de Estradas de Rodagem do Estado de São Paulo (DER-SP).

## Denominações
- Nome: Cezário José de Castilho, Rodovia De – até: Bauru – Catanduva

## Descrição
Ela começa no município de Bauru, na Avenida Presidente Jânio da Silva Quadros (entroncamento com a SP-300), e termina no município de Catanduva, na Avenida Comendador Antônio Stocco (entroncamento com a SP-310), o trecho de 12 km entre Bauru e Arealva é duplicado, já o restante da rodovia é em pista simples.
Atende várias cidades do Interior paulista, é um corredor importante que liga a região de Bauru a região de São José do Rio Preto, quase todo o trajeto é em meio a fazendas, exceto nos perímetros urbanos.

### Bauru-Ibitinga
O Trecho entre Bauru e Ibitinga, conhecido como "Bauru-Iacanga" era bem conhecido pelos trechos perigosos, porém, em 2015, foi inaugurada a duplicação de 12 km da rodovia entre a zona urbana de Bauru e o trevo de acesso ao Aeroporto Moussa Tobias (Bauru-Arealva), além de recapeamento da pista, pavimentação dos acostamentos, implantação de faixas adicionais, de sistema de drenagem e melhorias na sinalização no trecho restante.
Esse trecho da rodovia cruza o Rio Tiete, ao lado da Usina Hidrelétrica de Ibitinga.

### Ibitinga-Novo Horizonte
O Trecho entre Ibitinga e Novo Horizonte, conflui com a SP-304 (Rodovia Deputado Leonidas Pacheco Ferreira) e com a BR-267, o trecho é em pista simples.
Atende cidades como Borborema e Novo Horizonte, além do acesso a SP-333.
Nas Redondezas da rodovia em Novo Horizonte, se localiza a Usina Santa Isabel.

### Novo Horizonte-Catanduva
O Trecho entre Novo Horizonte e Catanduva passou por obras de modernização, recapeamento, sinalização, acostamento e remodelação de trevos, como por exemplo, o trevo de acesso ao Jardim dos Coqueiros e ao IMES Catanduva.
Atende os Municípios de Novo Horizonte, Itajobi e Catanduva, e conta com um acesso ao Distrito de Roberto (Pindorama) e ao Bairro Km 7 e o Bairro Km 10, Ambos em Catanduva.

## Características

### Concessionária
- DER-SP (Governo do Estado de São Paulo)

### Extensão
- km inicial: 344,8
- km Final: 491,4

### Municípios atendidos
- Bauru
- Arealva
- Iacanga
- Ibitinga
- Borborema
- Novo Horizonte
- Itajobi
- Catanduva